# Roffiac
Roffiac es una población y comuna francesa, situada en la región de Auvernia, departamento de Cantal, en el distrito de Saint-Flour y cantón de Saint-Flour-Nord.

## Demografía
| 445 | 421 | 406 | 459 | 558 | 563 |
| Para los censos de 1962 a 1999 la población legal corresponde a la población sin duplicidades (Fuente: INSEE [Consultar]) |     |     |     |     |     |